# Сюїта для фортепіано (Шенберг)

12-тонова серія що відкриває частину "менует"

Ця ж серія, транспонована на 6 півтонів

Ця ж серія, в оберненні

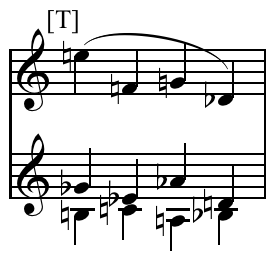
Акордова серія, в якій нижній голос є оберненням монограми B-A-C-H: HCAB.

Сюїта для фортепіано, op. 25 (нім. Suite für Klavier) — додекафонічна композиція для фортепіано австрійського композитора Арнольда Шенберга.

## Структура
Складається з 6 частин: 
1. Präludium (Прелюдія)
2. Gavotte (Гавот)
3. Musette (Мюзет)
4. Intermezzo (Інтермецо)
5. Menuet et trio (Менует і тріо)
6. Gigue (Жига)

«Гавот» включає монограму B-A-C-H, в подібний спосіб у  op. 19 Шенберг використовував монограму власного імені. За формою і стилем композиція нагадує барокову сюїту. 